# Dillwynia
Genre
Dillwynia est un genre de plantes à fleurs dicotylédones de la famille des Fabaceae, sous-famille des Faboideae, originaire d'Australie, qui comprend une vingtaine d'espèces acceptées.

## Étymologie
Le nom générique, « Dillwynia », est un hommage à Lewis Weston Dillwyn (1778-1855), botaniste britannique

## Liste des espèces
Selon The Plant List (23 novembre 2018) :
- Dillwynia acerosa S.Moore
- Dillwynia acicularis DC.
- Dillwynia brunioides Meissner
- Dillwynia cinerascens R.Br.
- Dillwynia dillwynioides (Meissner) Druce
- Dillwynia divaricata (Turcz.) Benth.
- Dillwynia floribunda Sm.
- Dillwynia glaberrima Sm.
- Dillwynia gracillima (Meisn.) F. Muell.
- Dillwynia hispida Lindl.
- Dillwynia juniperina Lodd.
- Dillwynia oreodoxa Blakeley
- Dillwynia parvifolia Sims
- Dillwynia phylicoides A.Cunn.
- Dillwynia prostrata Blakeley
- Dillwynia pungens (Sweet) Lodd.
- Dillwynia ramosissima Benth.
- Dillwynia retorta (Wendl.) Druce
- Dillwynia sericea A.Cunn.
- Dillwynia stipulifera Blakeley
- Dillwynia tenuifolia DC.
- Dillwynia uncinata (Turcz.) J.M.Black